# Clausův benzen
Clausův benzen (C6H6) je hypotetický uhlovodík, izomer benzenu. Navrhl jej Adolf Karl Ludwig Claus v roce 1867 jako možnou strukturu benzenu v době, kdy ještě nebyla s určitostí známa. Molekula má tvar šestiúhelníku s atomy uhlíku ve vrcholech, kde je každý napojen na dva ortho (nejbližší) a jeden para (protější) uhlík.
Kvůli značnému kruhovému napětí jej, na rozdíl od dalších izomerů, Dewarova benzenu a prismanu, nelze připravit.